# Монтанаро (Бриндизи)
Монтанаро (итал. Montanaro) је насеље у Италији у округу Бриндизи, региону Апулија.
Према процени из 2011. у насељу је живело 35 становника. Насеље се налази на надморској висини од 369 м.